# غلاديس روت
غلاديس روت (بالإنجليزية: Gladys Root)‏ هي محامية أمريكية، ولدت في 9 سبتمبر 1905، وتوفيت في 21 ديسمبر 1982.